# Liste der Baudenkmäler im Wuppertaler Wohnquartier Nützenberg
Die Liste der Baudenkmäler im Wuppertaler Wohnquartier Nützenberg enthält die denkmalgeschützten Bauwerke auf dem Gebiet von Wuppertal-Nützenberg in Nordrhein-Westfalen (Stand: November 2011). Diese Baudenkmäler sind in der Denkmalliste der Stadt Wuppertal eingetragen; Grundlage für die Aufnahme ist das Denkmalschutzgesetz Nordrhein-Westfalen (DSchG NRW).

## Auszug aus der Denkmalliste

### Eingetragene Baudenkmäler
| Bild           | Bezeichnung             | Lage                                          | Beschreibung                                                                                             | Bauzeit                           | Eingetragen seit   | Denkmal- nummer |
| -------------- | ----------------------- | --------------------------------------------- | --- | --------------------------------- | ------------------ | --------------- |
| weitere Bilder | Wohn- und Geschäftshaus | Nützenberg Friedrich-Ebert-Straße 220 Karte   | | Spätes 19. Jahrhundert            | 27. November 1990  | 1843 Wikidata   |
| weitere Bilder | Schwebebahnstation      | Nützenberg Friedrich-Ebert-Straße 225 Karte   | Schwebebahnstation Westende. Teil des Denkmals Gesamtanlage Schwebebahn mit der D-Nummer 4035            | 1898–1903                         | 26. Mai 1997       | 4035 Wikidata   |
| weitere Bilder | Wohnhaus                | Nützenberg Friedrich-Ebert-Straße 226 Karte   | eine D-Nummer mit Friedrich-Ebert-Straße 228, 230                                                        | Spätes 19. Jahrhundert            | 13. Dezember 1989  | 1667 Wikidata   |
| weitere Bilder | Wohnhaus                | Nützenberg Friedrich-Ebert-Straße 228 Karte   | eine D-Nummer mit Friedrich-Ebert-Straße 226, 230                                                        | Spätes 19. Jahrhundert            | 13. Dezember 1989  | 1667 Wikidata   |
| weitere Bilder | Wohnhaus                | Nützenberg Friedrich-Ebert-Straße 230 Karte   | eine D-Nummer mit Friedrich-Ebert-Straße 226, 228                                                        | Spätes 19. Jahrhundert            | 13. Dezember 1989  | 1667 Wikidata   |
| weitere Bilder | Wohnhaus                | Nützenberg Friedrich-Ebert-Straße 232 Karte   | | zwischen 1885 und 1895            | 15. Juni 1992      | 2269 Wikidata   |
| weitere Bilder | Wohnhaus                | Nützenberg Friedrich-Ebert-Straße 234 Karte   | eine D-Nummer mit Friedrich-Ebert-Straße 236                                                             | Ende des 19. Jahrhunderts         | 31. August 1989    | 1638 Wikidata   |
| weitere Bilder | Wohnhaus                | Nützenberg Friedrich-Ebert-Straße 236 Karte   | eine D-Nummer mit Friedrich-Ebert-Straße 234                                                             | Ende des 19. Jahrhunderts         | 31. August 1989    | 1638 Wikidata   |
| weitere Bilder | Wohnhaus                | Nützenberg Friedrich-Ebert-Straße 242 Karte   | | Mitte des 19. Jahrhunderts        | 29. Mai 1985       | 504 Wikidata    |
| weitere Bilder | Wohnhaus                | Nützenberg Friedrich-Ebert-Straße 246 Karte   | | zwischen 1885 und 1895            | 27. Juli 1992      | 2347 Wikidata   |
| weitere Bilder | Wohnhaus                | Nützenberg Friedrich-Ebert-Straße 248 Karte   | | zwischen 1885 und 1895            | 27. Juli 1992      | 2345 Wikidata   |
| weitere Bilder | Wohn- und Geschäftshaus | Nützenberg Friedrich-Ebert-Straße 250 Karte   | | um 1900                           | 3. Juli 1986       | 799 Wikidata    |
| weitere Bilder | Wohnhaus                | Nützenberg Friedrich-Ebert-Straße 252 Karte   | | um 1900                           | 27. Juli 1990      | 1800 Wikidata   |
| weitere Bilder | Wohn- und Geschäftshaus | Nützenberg Friedrich-Ebert-Straße 254 Karte   | | um 1900                           | 25. November 1985  | 649 Wikidata    |
| weitere Bilder | Wohn- und Geschäftshaus | Nützenberg Friedrich-Ebert-Straße 260 Karte   | | Ende des 19. Jahrhunderts         | 27. Juni 1988      | 1403 Wikidata   |
| weitere Bilder | Wohn- und Geschäftshaus | Nützenberg Friedrich-Ebert-Straße 262 Karte   | | Ende des 19. Jahrhunderts         | 21. Januar 1987    | 937 Wikidata    |
| weitere Bilder | Wohn- und Geschäftshaus | Nützenberg Friedrich-Ebert-Straße 264 Karte   | | 1901                              | 1. April 1992      | 2138 Wikidata   |
| weitere Bilder | Wohnhaus                | Nützenberg Friedrich-Ebert-Straße 266 Karte   | eine D-Nummer mit Friedrich-Ebert-Straße 268                                                             | um 1900                           | 13. April 1989     | 1566 Wikidata   |
| weitere Bilder | Wohnhaus                | Nützenberg Friedrich-Ebert-Straße 268 Karte   | eine D-Nummer mit Friedrich-Ebert-Straße 266                                                             | um 1900                           | 13. April 1989     | 1566 Wikidata   |
| weitere Bilder | Wohnhaus                | Nützenberg Friedrich-Ebert-Straße 272 Karte   | | Ende des 19. Jahrhunderts         | 31. Januar 1985    | 289 Wikidata    |
| weitere Bilder | Wohnhaus                | Nützenberg Friedrich-Ebert-Straße 274 Karte   | | Ende des 19. Jahrhunderts         | 31. Januar 1985    | 290 Wikidata    |
| weitere Bilder | Wohnhaus                | Nützenberg Friedrich-Ebert-Straße 276 Karte   | eine D-Nummer mit Friedrich-Ebert-Straße 278                                                             | spätes 19. Jahrhundert            | 27. Dezember 1989  | 1677 Wikidata   |
| weitere Bilder | Wohnhaus                | Nützenberg Friedrich-Ebert-Straße 278 Karte   | eine D-Nummer mit Friedrich-Ebert-Straße 276                                                             | spätes 19. Jahrhundert            | 27. Dezember 1989  | 1677 Wikidata   |
| weitere Bilder | Wohnhaus                | Nützenberg Friedrich-Ebert-Straße 280 Karte   | | spätes 19. Jahrhundert            | 29. Juni 1990      | 1785 Wikidata   |
| weitere Bilder | Wohnhaus                | Nützenberg Friedrich-Ebert-Straße 282 Karte   | Geschützt ist die straßenseitige Fassade                                                                 | spätes 19. Jahrhundert            | 22. August 1990    | 1806 Wikidata   |
| weitere Bilder | Wohn- und Geschäftshaus | Nützenberg Friedrich-Ebert-Straße 284 Karte   | | spätes 19. Jahrhundert            | 3. September 1990  | 1813 Wikidata   |
| weitere Bilder | Wohn- und Geschäftshaus | Nützenberg Friedrich-Ebert-Straße 286 Karte   | | 1897                              | 29. März 1985      | 387 Wikidata    |
| weitere Bilder | Wohnhaus                | Nützenberg Friedrich-Ebert-Straße 288 Karte   | | spätes 19. Jahrhundert            | 18. Januar 1988    | 1279 Wikidata   |
| weitere Bilder | Wohnhaus                | Nützenberg Friedrich-Ebert-Straße 290 Karte   | | spätes 19. Jahrhundert            | 22. August 1990    | 1805 Wikidata   |
| weitere Bilder | Wohnhaus                | Nützenberg Friedrich-Ebert-Straße 292 Karte   | | spätes 19. Jahrhundert            | 22. August 1990    | 1804 Wikidata   |
| weitere Bilder | Wohn- und Geschäftshaus | Nützenberg Friedrich-Ebert-Straße 306 Karte   | | um die Jahrhundertwende           | 30. Oktober 1985   | 639 Wikidata    |
| weitere Bilder | Wohnhaus                | Nützenberg Friedrich-Ebert-Straße 306 a Karte | Hintergebäude von Friedrich-Ebert-Straße 306                                                             | um die Jahrhundertwende           | 30. Oktober 1985   | 640 Wikidata    |
| weitere Bilder | Wohnhaus                | Nützenberg Friedrich-Ebert-Straße 308 Karte   | | um 1903                           | 21. Oktober 1993   | 3150 Wikidata   |
| weitere Bilder | Wohn- und Geschäftshaus | Nützenberg Friedrich-Ebert-Straße 322 Karte   | | 1893                              | 22. Januar 1987    | 938 Wikidata    |
| weitere Bilder | Wohnhaus                | Nützenberg Friedrich-Ebert-Straße 326 Karte   | | Ende des 19. Jahrhunderts         | 28. Februar 1992   | 2071 Wikidata   |
| weitere Bilder | Wohnhaus                | Nützenberg Friedrich-Ebert-Straße 328 Karte   | | um 1900                           | 23. Januar 1987    | 943 Wikidata    |
| weitere Bilder | Wohnhaus                | Nützenberg Friedrich-Ebert-Straße 330 Karte   | | zwischen 1870 und 1876            | 17. Februar 1993   | 2764 Wikidata   |
| weitere Bilder | Wohn- und Geschäftshaus | Nützenberg Friedrich-Ebert-Straße 340 Karte   | | um 1870                           | 17. Juni 1993      | 2987 Wikidata   |
| weitere Bilder | Schwebebahnstation      | Nützenberg Friedrich-Ebert-Straße 341 Karte   | Schwebebahnstation Varresbecker Straße. Teil des Denkmals Gesamtanlage Schwebebahn mit der D-Nummer 4035 | 1898–1903                         | 26. Mai 1997       | 4035 Wikidata   |
| weitere Bilder | Wohnhaus                | Nützenberg Friedrich-Ebert-Straße 342 Karte   | eine D-Nummer mit Friedrich-Ebert-Straße 344                                                             | um 1900                           | 11. Februar 1988   | 1091 Wikidata   |
| weitere Bilder | Wohnhaus                | Nützenberg Friedrich-Ebert-Straße 344 Karte   | eine D-Nummer mit Friedrich-Ebert-Straße 342                                                             | um 1900                           | 15. Juli 1987      | 1091 Wikidata   |
| weitere Bilder | Wohnhaus                | Nützenberg Friedrich-Ebert-Straße 362 Karte   | | um 1900                           | 15. Juli 1987      | 1092 Wikidata   |
| weitere Bilder | Wohnhaus                | Nützenberg Friedrich-Ebert-Straße 364 Karte   | | zwischen 1885 und 1895            | 11. August 1992    | 2362 Wikidata   |
| weitere Bilder | Wohnhaus                | Nützenberg Friedrich-Ebert-Straße 366 Karte   | | zwischen 1885 und 1895            | 11. August 1992    | 2363 Wikidata   |
| weitere Bilder | Wohn- und Geschäftshaus | Nützenberg Friedrich-Ebert-Straße 368 Karte   | | Ende des 19. Jahrhunderts         | 15. Juli 1987      | 1093 Wikidata   |
| weitere Bilder | Wohn- und Geschäftshaus | Nützenberg Friedrich-Ebert-Straße 370 Karte   | | zwischen 1885 und 1895            | 22. Januar 1993    | 2705 Wikidata   |
| weitere Bilder | Wohn- und Geschäftshaus | Nützenberg Friedrich-Ebert-Straße 372 Karte   | | zwischen 1885 und 1895            | 22. Januar 1993    | 2706 Wikidata   |
| weitere Bilder | Wohnhaus                | Nützenberg Friedrich-Ebert-Straße 374 Karte   | | zwischen 1885 und 1895            | 9. März 1993       | 2819 Wikidata   |
| weitere Bilder | Wohnhaus                | Nützenberg Friedrich-Ebert-Straße 376 Karte   | | spätes 19. Jahrhundert            | 23. März 1989      | 1558 Wikidata   |
| weitere Bilder | Wohnhaus                | Nützenberg Friedrich-Ebert-Straße 378 Karte   | | um 1902                           | 20. Januar 1993    | 2681 Wikidata   |
| weitere Bilder | Wohnhaus                | Nützenberg Friedrich-Ebert-Straße 384 Karte   | | zwischen 1899 und 1902            | 11. August 1992    | 2365 Wikidata   |
| weitere Bilder | Wohnhaus                | Nützenberg Friedrich-Ebert-Straße 386 Karte   | | zwischen 1827 und 1838            | 3. Dezember 1992   | 2592 Wikidata   |
| weitere Bilder | Villa                   | Nützenberg Friedrich-Ebert-Straße 418 Karte   | Villa Friedrich-Ebert-Straße 418                                                                         | 1883                              | 16. Januar 1986    | 695 Wikidata    |
| weitere Bilder | Brücke                  | Nützenberg Kabelstraße Karte                  | Wupperbrücke Kabelstraße                                                                                 | 1900                              | 11. September 2019 | 4251 Wikidata   |
| weitere Bilder | Wohnhaus                | Nützenberg Nützenberger Straße 189 Karte      | | 1889                              | 11. September 1986 | 867 Wikidata    |
| weitere Bilder | Wohnhaus                | Nützenberg Nützenberger Straße 191 Karte      | | 1889                              | 11. September 1986 | 868 Wikidata    |
| weitere Bilder | Schulgebäude            | Nützenberg Nützenberger Straße 242 Karte      | Gemeinschaftsgrundschule Nützenberger Straße                                                             | 1895                              | 7. März 1994       | 3315 Wikidata   |
| weitere Bilder | Wohnhaus                | Nützenberg Nützenberger Straße 258 Karte      | | 1913/14                           | 17. Dezember 1993  | 3235 Wikidata   |
| weitere Bilder | Wohnhaus                | Nützenberg Nützenberger Straße 262 Karte      | | Anfang des 19. Jahrhunderts       | 17. Dezember 1993  | 3236 Wikidata   |
| weitere Bilder | Schulgebäude            | Nützenberg Nützenberger Straße 288 Karte      | Evangelische Grundschule Nützenberger Straße                                                             | 1890/91                           | 15. Juli 1994      | 3482 Wikidata   |
| weitere Bilder | Gaststätte              | Nützenberg Nützenberger Straße 295 Karte      | Ehemalige Gaststätte, bekannt unter den Namen „Schöne Aussicht“                                          | erste Hälfte des 19. Jahrhunderts | 12. Dezember 1985  | 668 Wikidata    |
| weitere Bilder | Saalbau                 | Nützenberg Nützenberger Straße 297 Karte      | | 1897                              | 26. November 1986  | 920 Wikidata    |
| weitere Bilder | Villa                   | Nützenberg Nützenberger Straße 307 Karte      | Villa Simons                                                                                             | 1862                              | 11. September 1985 | 575 Wikidata    |
| weitere Bilder | Hofeshaus               | Nützenberg Otto-Hausmann-Ring 55 Karte        | | 1783                              | 28. Oktober 1998   | 4101 Wikidata   |
| weitere Bilder | Wohnhaus                | Nützenberg Varresbecker Straße 46 Karte       | | 1924                              | 22. April 1986     | 1038 Wikidata   |
| weitere Bilder | Wohnhaus                | Nützenberg Vogelsaue 1 Karte                  | | 2. Hälfte des 19. Jahrhunderts    | 21. Dezember 1984  | 236 Wikidata    |
| weitere Bilder | Wohnhaus                | Nützenberg Vogelsaue 3 Karte                  | | spätes 19. Jahrhundert            | 23. Januar 1990    | 1695 Wikidata   |
| weitere Bilder | Wohn- und Geschäftshaus | Nützenberg Vogelsaue 5 Karte                  | | spätes 19. Jahrhundert            | 27. Dezember 1989  | 1676 Wikidata   |
| weitere Bilder | Wohn- und Geschäftshaus | Nützenberg Vogelsaue 7 Karte                  | | spätes 19. Jahrhundert            | 27. Dezember 1989  | 1678 Wikidata   |
| weitere Bilder | Wohnhaus                | Nützenberg Vogelsaue 9 Karte                  | | spätes 19. Jahrhundert            | 28. Dezember 1989  | 1683 Wikidata   |
| weitere Bilder | Wohnhaus                | Nützenberg Vogelsaue 31                       | |                                   | 12. September 2018 | 4248            |

### Baudenkmäler in Bearbeitung
Folgende Objekte werden noch geprüft oder ihr Status ist in der Denkmalliste nicht klar ersichtlich.
| Bild           | Bezeichnung | Lage                          | Beschreibung          | Bauzeit | Eingetragen seit | Denkmal- nummer |
| -------------- | ----------- | ----------------------------- | --------------------- | ------- | ---------------- | --------------- |
| weitere Bilder | Wohnhaus    | Nützenberg Vogelsaue 29 Karte | Status wird überprüft |         |                  | 0 Wikidata      |

### Ausgetragene Baudenkmäler
| Bild           | Bezeichnung | Lage                              | Beschreibung | Bauzeit | Eingetragen seit | Denkmal- nummer |
| -------------- | ----------- | --------------------------------- | --- | ------- | ---------------- | --------------- |
| weitere Bilder | Brücke      | Nützenberg Tiergartentreppe Karte | Wupperbrücke Tiergartentreppe auch Gaswerkbrücke, ehemals missverständlich unter Varresbecker Straße geführt. Sie wurde aufgrund von Baufälligkeit 2007 gesperrt und in der Nacht vom 28. auf dem 29. Mai 2011 abgerissen. |         |                  | 0 Wikidata      |